# Les Frères du diable
Les Frères du diable est un roman de Gilbert Bordes sorti en 1999.

## Intrigue
Philippe le Bel vient de détruire l'ordre des Templiers en 1307. En 1314, leur grand-maître Jacques de Molay monte sur le bûcher en lançant sur le roi et le Pape Clément V une terrible malédiction. Déjà la colère du ciel s'abat sur le royaume, les récoltes sont mauvaises, le petit peuple meurt de faim. Dans le Bas-Limousin, à Tulle, puis dans le Sud-ouest, un jeune homme, de parents inconnus, Geoffroy Patte-Raide est l'instrument de la vengeance des Templiers... Il prendra la tête d'un immense soulèvement - la croisade des Pastoureaux - qui verra périr des dizaines de milliers d'enfants. Devant cette folie des hommes de Dieu, Patte-Raide se révoltera contre ses maîtres Templiers, devenus pour lui les Frères du Diable.